# TeenNick Vlaanderen
TeenNick was een Vlaams commercieel tienerblok dat van start ging op 4 oktober 2011 en uitzond tot 1 oktober 2015.

## Geschiedenis
TeenNick zond sinds het begin van de zender in de avond- en nachturen (tussen 21 uur en 4.55 uur) uit op het kanaal van Nickelodeon. Vanaf het begin tot 5 november 2012 startte TeenNick om 20 uur. Voor 4 oktober 2011 konden enkel klanten van TV Vlaanderen TeenNick ontvangen omdat zij via satelliet de Nederlandse variant van Nickelodeon doorkregen, daar was de zender op 14 februari 2011 gestart. In augustus 2015 werd bekend dat TeenNick per 1 oktober 2015 werd stopgezet. Sinds 1 oktober 2015 zendt Viacom-zender Spike tussen 21.00 uur en 2.30 uur op het kanaal van Nickelodeon uit. Van 19 tot 30 september 2015 werden de uren van TeenNick beperkt tot 2.30 uur. De uren erna werden ingenomen door Nickelodeon. De zender richtte zich vooral op tieners. Op TeenNick werden Nederlandse series en Amerikaanse series uitgezonden met Nederlandse ondertiteling.
De huisstem van TeenNick was Xander Peeters.

## Programma's
- iCarly
- House of Anubis
- Hollywood Heights
- Degrassi: The Next Generation
- Victorious
- Wingin' It
- Big Time Rush
- True Jackson
- The Troop
- The Naked Brothers Band
- H2O: Just Add Water
- Zoey 101
- Ned's Declassified School Survival Guide
- How to Rock
- Wendell & Vinnie
- AlexFM
- Saved by the Bell
- Supah Ninjas
- Gigantic
- Drake & Josh
- Power Rangers
- Power Rangers: Samurai
- Power Rangers Super Samurai
- Power Rangers Megaforce
- Summer in Transylvania
- My Parents are Aliens
- Heartland